# Präsenz-Verlag
Der Präsenz Verlag veröffentlichte von 1962 bis 2014 christliche Medien aus der Kommunität Jesus-Bruderschaft in Gnadenthal. Zum Ende des Jahres 2014 stellte die Jesus-Bruderschaft ihre Verlagstätigkeit ein.

## Geschichte
1962 als Zweckbetrieb der Jesus-Bruderschaft gegründet, veröffentlichte der Verlag zunächst lediglich Predigten und Liedtexte, hergestellt von zwei Brüdern der Kommunität. Aus den einzelnen Liedtexten entwickelten sich in den 1970er und 1980er Jahren erfolgreiche Notenreihen wie Mosaik, Herr, wir sind Brüder und Cantus, die teilweise Auflagen von mehreren zehntausend Heften erreichten und aus denen Titel von christlichen Interpreten wie dem ERF Studiochor oder dem Wetzlarer Kinderchor für den christliche Rundfunk oder Tonträger produziert wurden.
Der Verlag begann aber auch eine eigene Tonträgerproduktion um seine Lieder zu verbreiten. Zuletzt produzierte er neben Büchern schwerpunktmäßig künstlerisch gestaltete Medien wie Faltpostkarten und Kalender und war dem Wirtschaftsbetrieb Präsenz Kunst & Buch der Jesus-Bruderschaft untergeordnet, der mit seiner Mitgliedschaft sowohl im Evangelischen als auch im Katholischen Medienverband seine Verbundenheit zu beiden Kirchen dokumentierte. Zu den Autoren des Verlags zählten unter anderem Anselm Grün, Katharina Schridde, Manfred Siebald, Christina Brudereck und Peter Härtling. Aufgrund wirtschaftlicher Schwierigkeiten beendete die Jesus-Bruderschaft das Verlagsgeschäft von Präsenz Kunst & Buch Ende 2014. Seit Januar 2015 führt die neu gegründeten „Präsenz Medien und Verlag GbR“ mit Sitz in Bad Camberg Teile des Verlagsgeschäfts fort.

## Veröffentlichungen (Auswahl)

### Notenausgaben
- Maxime Kovalevsky: Psalmen: Ausführungen und Formeln der mehrstimmigen gregorianischen Psalmodien. 1976, ISBN 3-87630-401-6.
- Singt dem Herrn. 1. 1977.
- Mosaik 1. 1972, ISBN 3-87630-470-9.
- Mosaik 2. 1972, ISBN 3-87630-471-7.
- Mosaik 3. 1972, ISBN 3-87630-472-5.
- Mosaik 4. 1978, ISBN 3-87630-476-8.
- Mosaik. Sammelband 1–4. 1978, ISBN 3-87630-477-6.
- Mosaik 5. 1985, ISBN 3-87630-464-4.
- Herr, wir sind Brüder. 1. 1977, ISBN 3-87630-474-1.
- Herr, wir sind Brüder. 2. 1979, ISBN 3-87630-478-4.
- Herr, wir sind Brüder. 3. 1982, ISBN 3-87630-460-1.
- Herr, wir sind Brüder. Sammelband 1–3, 1982, ISBN 3-87630-461-X.
- Cantus 1: Du krönst das Jahr mit deinem Segen: Neue liturgische Gesänge zum Kirchenjahr. 1987, ISBN 3-87630-413-X.
- Cantus 2: Siehe, dein König kommt: Neue liturgische Gesänge zu Advent und Weihnachten. ISBN 3-87630-423-7.
- Cantus 3: Durch seine Wunden sind wir geheilt: Neue liturgische Gesänge zur Passionszeit. ISBN 3-87630-424-3.

### Musikproduktionen
| Nr.    | Titel                                                                                    | Titel                                                                                    | Künstler                               | Jahr | Anmerkungen |
| ------ | ---------------------------------------------------------------------------------------- | ---------------------------------------------------------------------------------------- | -------------------------------------- | ---- | ----------- |
| A-2003 | Mache dich auf, werde licht Mehrstimmige Psalmen und Lieder zu den Festzeiten der Kirche | Mache dich auf, werde licht Mehrstimmige Psalmen und Lieder zu den Festzeiten der Kirche | Chor der Jesus-Bruderschaft Gnadenthal | 197? | Longplay    |
| A-2226 | Schaue ins Weite und bete                                                                | Schaue ins Weite und bete                                                                | Chor der Jesus-Bruderschaft Gnadenthal | 197? | Longplay    |
| A-2227 | Blicket auf zu ihm                                                                       | Blicket auf zu ihm                                                                       | Chor der Jesus-Bruderschaft Gnadenthal | 197? | Single      |
| A-2227 | - Psalm 34 - Psalm 93 - Psalm 134                                                        | - Frieden hinterlass ich euch - Vater unser                                              | Chor der Jesus-Bruderschaft Gnadenthal | 197? | Single      |
| A-2228 | Du, Herr                                                                                 | Du, Herr                                                                                 | Chor der Jesus-Bruderschaft Gnadenthal | 197? | Single      |
| A-2228 | - Psalm 119 - Psalm 112 - Psalm 139                                                      | - Die Seligpreisungen - Halleluja                                                        | Chor der Jesus-Bruderschaft Gnadenthal | 197? | Single      |
| A-2229 | Herr, höre meine Stimme                                                                  | Herr, höre meine Stimme                                                                  | Chor der Jesus-Bruderschaft Gnadenthal | 197? | Single      |
| A-2229 | - Psalm 42                                                                               | - Psalm 130 - Psalm 145                                                                  | Chor der Jesus-Bruderschaft Gnadenthal | 197? | Single      |
| A-2230 | Der Herr ist mein Licht und mein Heil                                                    | Der Herr ist mein Licht und mein Heil                                                    | Chor der Jesus-Bruderschaft Gnadenthal | 197? | Single      |
| A-2230 | - Psalmen 19                                                                             | - Psalm 27 - Psalm 33                                                                    | Chor der Jesus-Bruderschaft Gnadenthal | 197? | Single      |
| A-3558 | Lass das Leben ein Feuer sein Mosaik-Lieder                                              | Lass das Leben ein Feuer sein Mosaik-Lieder                                              | Chor der Jesus-Bruderschaft Gnadenthal | 197? | Single      |
| A-3558 | - Siehe ich habe dir geboten - Wenn der Sohn des Menschen wiederkommt                    | - Bereitet den Weg dem Herrn - Zieh mich weiter, zieh mich vorwärts                      | Chor der Jesus-Bruderschaft Gnadenthal | 197? | Single      |

| Nr.     | Titel | Künstler                                        | Jahr | Anmerkungen                             |
| ------- | --- | ----------------------------------------------- | ---- | --------------------------------------- |
| 811-9   | Singt dem Herrn Lieder des CVJM-München | Chor der Jesus-Bruderschaft Gnadenthal          | 197? |                                         |
| 811-9   | Der Herr ist mein Licht • Lieber Vater • Wenn der Herr die Gefangenen Zions • Blinden will ich Führer sein • Das ist mein Gebot • Weise mir, Herr, deinen Weg • Jesus ist auferstanden • etc. | Chor der Jesus-Bruderschaft Gnadenthal          | 197? |                                         |
| 543     | Mosaik 3 | Chor der Jesus-Bruderschaft Gnadenthal          | 197? |                                         |
| 543     | Mit meinem Gott kann ich Wälle zerschlagen • Die Füchse haben Gruben • Der Name des Herrn ist eine feste Burg • Still über alle Welt • Einer trage des andern Last • Nicht uns, o Herr, nicht uns • etc. | Chor der Jesus-Bruderschaft Gnadenthal          | 197? |                                         |
| 78040   | Mosaik 4 | Chor der Jesus-Bruderschaft Gnadenthal          | 1978 |                                         |
| 78040   | Immerfort will ich singen von dem Sieg • Brich uns das Brot • O Herr, sieh deine Kirche • In Christus liegen verborgen • Du, Gott des Himmels • Licht strahlt auf • Erhebt eure Häupter • Segne uns, o Herr • etc. | Chor der Jesus-Bruderschaft Gnadenthal          | 1978 |                                         |
| 810/9   | Herr, wir sind Brüder 1 Lieder der Kreuzbruderschaft | Chor der Jesus-Bruderschaft Gnadenthal          | 1977 |                                         |
| 810/9   | Herr, wir sind Brüder • Schaffe in mir, Gott • Du hast uns hierher gerufen • Herr, du bist wunderbar • Herr, du mein Gott, du bist gut • Du bist das Licht der Welt • Ich gehe durch die weihnachtlichen Straßen • Herr, du bist aus dem Himmel gekommen • Draußen ist es wieder grün • Jesus, du gingst in die Dunkelheit hinein • Zwei Jünger gingen • Der Herr ist auferstanden • Zum Himmel bist du gefahren • Die Jünger waren beisammen • Herr, du lässt die deinen nicht allein • Der Herr ist König • Alle Menschen suchen dein Bild • Herr, lass es Steine reden • Voller Dunkel ist die Erde • Fürchtet euch nicht • Der Herr ist mein Hirte • Du stellst meine Füße • Herr, seh ich auf mich • Leg dein Senfkorn in die Erde • Herr, ich möchte deinen Willen preisen • Jesus, ich lobe dich • Ich singe vor Freude • Die Straße ist voller Nebel • Gott hat die Fülle • Ein neuer Tag beginnt • Ich geh mit Jesus • Der Herr lädt zu seinem Festmahl ein • Gedanken deiner Liebe • Danke Herr • Ja, das Leben ist schön                                                                      | Chor der Jesus-Bruderschaft Gnadenthal          | 1977 |                                         |
| 79039   | Herr, wir sind Brüder 2 Lieder der Kreuzbruderschaft | Chor der Jesus-Bruderschaft Gnadenthal          | 1979 |                                         |
| 79039   | Wartet auf den Herrn • Herr, mach dich offenbar • O Herr, wenn du kommst • Volk in der Not • Jesus, du bist Licht • Himmel und Erde fangen an zu singen • Herr, wenn ich dich verstehe • Jeder unter euch sei so gesinnt • O du Gotteslamm • Brot und Wein • Wenn das Weizenkorn • Jesus lebt und spricht • Wir haben eine Hoffnung • Deiner Wunder ragende Zeichen • An unsern Früchten • Ihr nennt mich Vater • Vater, du willst gerechte Wege gehn • Herr, dir wollen wir danken • Höre, Israel • Als der Sohn in Sünde und Armut kam • Alle, die auf Jesus sehn • Du hast dein Zeichen uns geschenkt • Herr, deine Liebe gleicht • Nichts soll dich ängstigen • Ich hab dich je und je geliebt • Vater, wir bitten dich • Danke, o Herr, danke für den Morgen • Nimm uns an der Hand, Herr • Meine Seele wartet auf den Herrn • Herr, es will regnen • Ihr seid das Licht der Welt • Zu deinem Thron, Herr • Abendwolken säumen • Jesus, nun neigt der Tag • Halleluja dem Herrn | Chor der Jesus-Bruderschaft Gnadenthal          | 1979 |                                         |
| 812/9   | Herr, wir sind Brüder 3 Lieder der Kreuzbruderschaft | Chor der Jesus-Bruderschaft Gnadenthal          | 1982 |                                         |
| 812/9   | Herr, schick deine Engel aus • Halleluja! Der Herr, der König • Tröstet mein Volk! • Du Lamm und Löwe, Gottes Sohn • Licht erstrahlt in der Nacht • Und die Hirten waren eilend • Ochs und Esel • Herr, ich bin es nicht wert • König ist Jesus allein • Jesus, dir woll'n wir singen • Der Tröster, den mein Vater senden wird • Der Vater im Himmel • Singt unserm Herren • Komm, Herr Jesus, komm • Nun freuet euch in dem Herrn • Wie die Blumen sich entfalten • Schau doch die Sterne an • Sommer ist es, Rosen blühn • Du allerhöchster, guter Herr • Jesu Freude soll in euch bleiben • Es wird Freude sein im Himmel • Unsre Leuchte ist das Lamm • Du, unser Gott • Du bist die Quelle des Lebens • Du bist jetzt bei uns, Vater • Herr, bin ich fern von dir • Den glimmenden Docht löscht er nicht aus • Der Herr ist bei uns jeden Tag • Komm, Herr, und zieh in diese Räume ein • Habe deine Freude, deine Lust am Herrn • Erbarme dich meiner, Herr • Herr, ich habe lieb die Stätte deines Hauses • Und dann sing ich dir ein Lied • Sei gegrüsst, leises Dämmern • Reicht euch die Hand | Chor der Jesus-Bruderschaft Gnadenthal          | 1982 |                                         |
| 1353/5  | Ich will dich erheben mein Gott und König Volume 1 Psalmen nach Kompositionen von Maxime Kovalevsky und J. Gelineau | Chor der Jesus-Bruderschaft Gnadenthal          | 19?? | Medienkombination mit Nr. 1354/6        |
| 1354/6  | Ich will dich erheben mein Gott und König Volume 2 Psalmen nach Kompositionen von Maxime Kovalevsky und Joseph Gélineau | Chor der Jesus-Bruderschaft Gnadenthal          | 19?? | Medienkombination mit Nr. 1353/5        |
| 85 100  | Mosaik 5 Volume 1 | Chor der Jesus-Bruderschaft Gnadenthal          | 19?? | Medienkombination mit Nr. 85 110        |
| 85 110  | Mosaik 5 Volume 2 | Chor der Jesus-Bruderschaft Gnadenthal          | 19?? | Medienkombination mit Nr. 85 100        |
| SK 5500 | O Tag des Jubels Festliche Gesänge für den Gottesdienst | Chor der Jesus-Bruderschaft Gnadenthal          | 19?? | Kooperationsproduktion mit Studio Union |
| SK 4700 | Geboren ist Jesus Gesänge und Texte zu Weihnachten | Chor der Jesus-Bruderschaft Gnadenthal Sprecher | 19?? |                                         |
| SK 4700 | Musiktitel: Siehe, Finsternis bedeckt die Erde • Volk in der Not • Licht erstrahlt • Öffnet die Tore • Halleluja • Himmel und Erde • Licht strahlt in der Finsternis • Maria betet das Kindlein an • König der Herrlichkeit • Halleluja dem Herren. • Und die Hirten • Ich schaue auf das Licht | Chor der Jesus-Bruderschaft Gnadenthal Sprecher | 19?? |                                         |

## Weblink
- Website des Präsenz-Verlags (Memento vom 9. November 2013 im Internet Archive)